# Clovis Brunel
Pour les articles homonymes, voir Brunel.
Clovis Brunel est un philologue romaniste français né le 19 février 1884 à Amiens et mort le 1er décembre 1971 à Boissise-le-Roi.

## Parcours
Archiviste paléographe, Clovis Brunel occupe le poste d'archiviste à Mende avant de devenir professeur de philologie à l'École nationale des chartes de 1914 à 1954 et directeur d'études à l'École pratique des hautes études de 1924 à 1954. Il est directeur de l'École des chartes à partir de 1930 et est élu membre de l'Académie des inscriptions et belles-lettres en 1937. Il est membre correspondant de l'Académie de Stanislas en 1950 et de l'Institut d'Estudis Catalans depuis 1954. Son épouse est décédée en 1964.

## Recueil de travaux offert à Clovis Brunel
Un Recueil de travaux offert à Clovis Brunel par ses collègues, amis et élèves parut en 1955 à Paris. Il est composé de deux tomes et contient 114 communications par des auteurs, dont la plupart sont chartistes.
Le premier tome comprend 591 pages, le second 697.

## Publications
- Les miracles de saint Privat. Suivis des Opuscules d'Aldebert III, évêque de Mende, Paris, A. Picard, 1912
- éd. de Bertran de Marseille, La vie de sainte Énimie. Poème provençal du XIIIe siècle, Paris, H. Champion, 1916
- éd. de La Fille du comte de Ponthieu, nouvelle du XIIIe siècle, Paris, H. Champion, 1926
- éd. de Les plus anciennes chartes en langue provençale. Recueil des pièces originales antérieures au XIIIe s., Paris, Picard, 1926-1952 (prix Bordin 1927 décerné par l'Académie des inscriptions et belles-lettres)
- éd. de Recueil des actes des comtes de Pontieu (1026-1279), Paris, Imprimerie nationale, 1930
- Bibliographie des manuscrits littéraires en ancien provençal, Liège, G. Thone ; Paris : E. Droz, 1935
- éd. de Jaufré. Roman arthurien du XIIIe siècle en vers provençaux, Paris, Société des anciens textes français, 1943
- " Vida e miracles de Sancta Flor ", Analecta Bollandiana, 64, 1946, p. 5-49.
- Dir. de l'éd. de Recueil des actes de Philippe-Auguste, roi de France, Paris, Imprimerie nationale, 1916-…
- éd. de Recettes médicales, alchimiques et astrologiques du XVe siècle en langue vulgaire des Pyrénées, Toulouse, E. Privat, 1956

## Distinctions
- Croix de guerre 1914–1918
- Officier de l'Instruction publique
- Officier de la Légion d'honneur (1950)